# Mesochorus rivanus
Mesochorus rivanus är en stekelart som beskrevs av Schwenke 1999. Mesochorus rivanus ingår i släktet Mesochorus och familjen brokparasitsteklar. Inga underarter finns listade i Catalogue of Life.